# جون فيرابي
جون فيرابي (9 كانون الثاني 1914 - 5 أيلول 1973) كان بهائيًا بريطانيًا وُلِد في ساوثسي بإنجلترا لعائلة يهودية ليبرالية. تلقى تعليمه في كلية مالفرن وكلية كينجز في كامبريدج، حيث فاز بمنحة دراسية كبرى. أصبح بهائيًا في عام 1941، وانتُخب أمينًا للمجلس الروحي الوطني، وظل في هذا المنصب حتى عام 1959.
في تشرين الأول 1957، عيّنه شوقي أفندي يدًا لقضية الله. ومن عام 1959 إلى عام 1963، خدم كواحد من الأمناء التسعة في المركز البهائي العالمي في حيفا، فلسطين المحتلة.

## الأعمال
- Ferraby, John (1987) [1957]. All Things Made New: A Comprehensive Outline of the Baháʼí Faith. Baháʼí Distribution Service of the UK. ISBN:978-0900125249.

ويُعد كتاب "كل الأشياء الجديدة" مثالًا على التغييرات التي طرأت على النسخة الأصلية في عام 1957 مقارنة بالإصدارات اللاحقة التي نُشرت بعد وفاة شوقي أفندي. فعند مقارنة طبعة عام 1957 الأصلية بطبعة عام 1987، من بين التعديلات العديدة، استُبدل إهداء الكتاب من "الولي الأول للدين البهائي" إلى "الولي"، كما استُبدلت الإشارات الأخرى إلى "الولي" بـ"بيت العدل الأعظم".

## الفهرس
- Harper، Barron (1997). Lights of Fortitude (ط. Paperback). Oxford, UK: George Ronald. ISBN:0-85398-413-1.